# Shawnee (Kansas)
Shawnee és una població dels Estats Units a l'estat de Kansas. Segons el cens del 2000 tenia 59.252 habitants.

## Demografia
Segons el cens del 2000, Shawnee tenia 47.996 habitants, 18.522 habitatges, i 13.243 famílies. La densitat de població era de 444 habitants/km².
Dels 18.522 habitatges en un 36,3% hi vivien nens de menys de 18 anys, en un 60,3% hi vivien parelles casades, en un 8,2% dones solteres, i en un 28,5% no eren unitats familiars. En el 22,7% dels habitatges hi vivien persones soles el 5,2% de les quals corresponia a persones de 65 anys o més que vivien soles. El nombre mitjà de persones vivint en cada habitatge era de 2,58 i el nombre mitjà de persones que vivien en cada família era de 3,07.
Per edats la població es repartia de la següent manera: un 26,8% tenia menys de 18 anys, un 7,8% entre 18 i 24, un 34,2% entre 25 i 44, un 22,7% de 45 a 60 i un 8,5% 65 anys o més.
L'edat mediana era de 35 anys. Per cada 100 dones de 18 o més anys hi havia 94,7 homes.
La renda mediana per habitatge era de 59.626$ i la renda mediana per família de 70.288$. Els homes tenien una renda mediana de 45.777$ mentre que les dones 31.428$. La renda per capita de la població era de 28.142$. Entorn del 2,2% de les famílies i el 3,3% de la població estaven per davall del llindar de pobresa.

## Poblacions més properes
El següent diagrama mostra les poblacions més properes.